# Isaac Okoro
Isaac Nnamdi Okoro (Atlanta, Georgia, 26 de enero de 2001) es un baloncestista estadounidense que pertenece a la plantilla de los Chicago Bulls de la NBA. Con 1,96 metros de estatura, juega en la posición de alero.

## Trayectoria deportiva

### Universidad
Jugó una temporada con los Tigers de la Universidad de Auburn, en la que promedió 12,9 puntos, 4,4 rebotes y 2,0 asistencias por partido. Fue incluido por los entrenadores en el segundo mejor quinteto de la Southeastern Conference, así como en el mejor quinteto defensivo y en el mejor quinteto de novatos.
Al término de la temporada anunció su intención de renunciar a los tres años universitarios que le quedaban, para presentarse al Draft de la NBA.

#### Estadísticas
| Año     | Equipo | PJ | PT | MPP  | %TC  | %3P  | %TL  | RPP | APP | ROB | TPP | PPP  |
| ------- | ------ | -- | -- | ---- | ---- | ---- | ---- | --- | --- | --- | --- | ---- |
| 2019–20 | Auburn | 28 | 28 | 31.5 | .514 | .290 | .672 | 4.4 | 2.0 | .9  | .9  | 12.9 |

### Profesional
Fue elegido en la quinta posición del Draft de la NBA de 2020 por los Cleveland Cavaliers.
En septiembre de 2024 acuerda una extensión de contrato con los Cavs, por tres temporadas y $38 millones.
El 28 de junio de 2025 fue traspasado a los Chicago Bulls a cambio de Lonzo Ball.

## Estadísticas de su carrera en la NBA

### Temporada regular
| Año     | Equipo    | PJ  | PT  | MPP  | %TC  | %3P  | %TL  | RPP | APP | ROB | TPP | PPP |
| ------- | --------- | --- | --- | ---- | ---- | ---- | ---- | --- | --- | --- | --- | --- |
| 2020-21 | Cleveland | 67  | 67  | 32.4 | .420 | .290 | .726 | 3.1 | 1.9 | .9  | .4  | 9.6 |
| 2021-22 | Cleveland | 67  | 61  | 29.6 | .480 | .350 | .768 | 3.0 | 1.8 | .8  | .3  | 8.8 |
| 2022-23 | Cleveland | 76  | 46  | 21.7 | .494 | .363 | .757 | 2.5 | 1.1 | .7  | .4  | 6.4 |
| 2023-24 | Cleveland | 69  | 42  | 27.3 | .490 | .391 | .679 | 3.0 | 1.9 | .8  | .5  | 9.4 |
| Total   | Total     | 279 | 216 | 27.6 | .467 | .347 | .732 | 2.9 | 1.7 | .8  | .4  | 8.5 |

### Playoffs
| Año   | Equipo    | PJ | PT | MPP  | %TC  | %3P  | %TL   | RPP | APP | ROB | TPP | PPP |
| ----- | --------- | -- | -- | ---- | ---- | ---- | ----- | --- | --- | --- | --- | --- |
| 2023  | Cleveland | 5  | 2  | 14.9 | .478 | .308 | 1.000 | 1.4 | .8  | .4  | .4  | 6.4 |
| 2024  | Cleveland | 12 | 7  | 21.9 | .357 | .257 | .778  | 1.8 | 1.1 | .9  | .3  | 5.5 |
| Total | Total     | 17 | 9  | 19.8 | .387 | .271 | .867  | 1.6 | 1.0 | .8  | .4  | 5.8 |

## Vida personal
Isaac nació en Atlanta (Georgia), de padres nigerianos y se crio cerca del área metropolitana de Atlanta. Su padre, Godwin, emigró de Nigeria en la década de 1980. Su madre, Gloria, también es originaria del mismo país. Comenzó a jugar baloncesto en la liga de su iglesia local. Cuando tenía entre siete y ocho años, comenzó a entrenar bajo la dirección del entrenador de la Amateur Athletic Union (AAU) Omar Cooper, el padre de su futuro compañero de equipo en la escuela secundaria, Sharife Cooper.